# Брюссель (аеропорт)

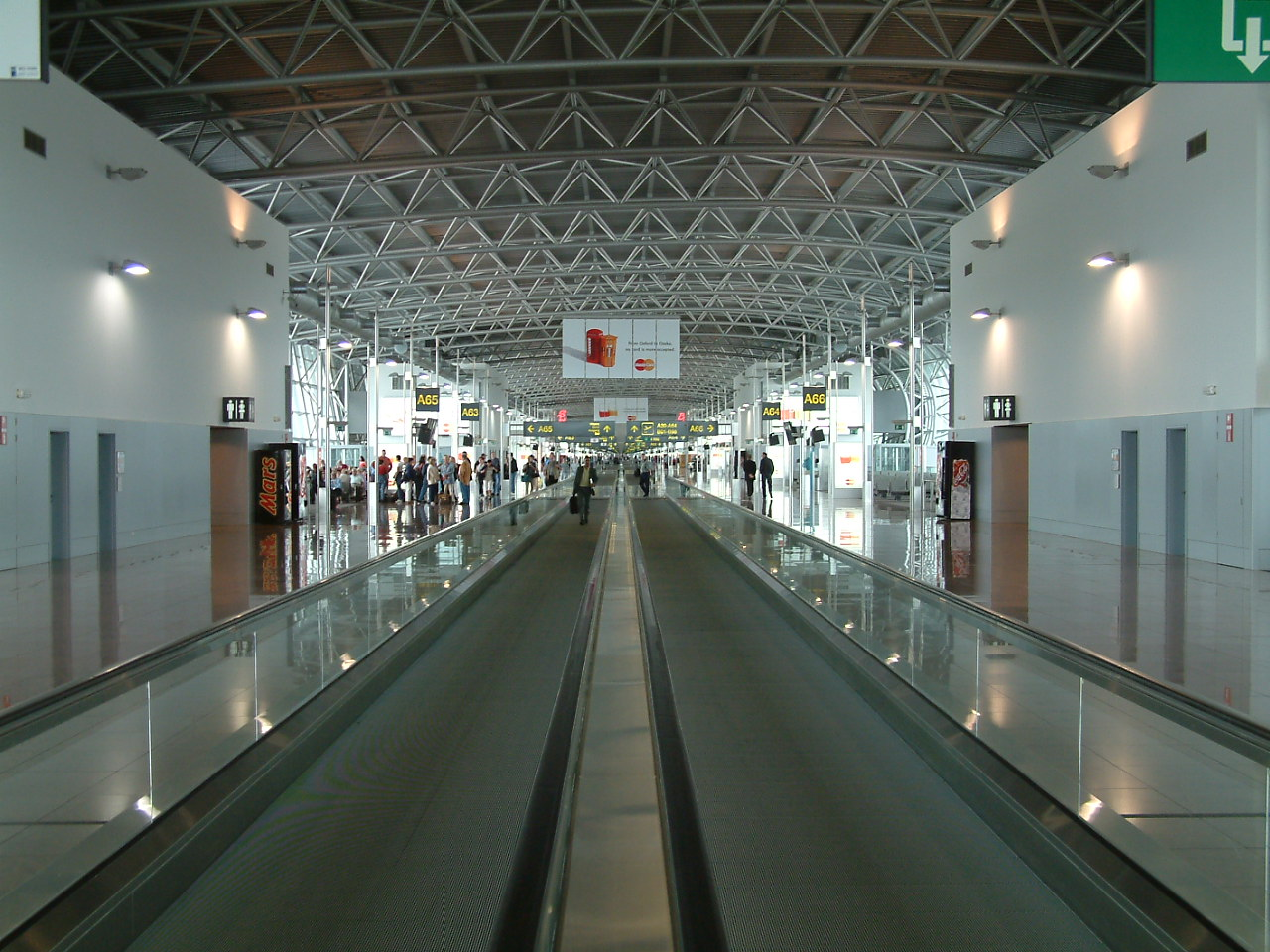
Внутрішній вигляд терміналу

Аеропорт Брюссель (нід. Luchthaven Brussel-Nationaal; фр. L'aéroport de Bruxelles-National; (IATA: BRU, ICAO: EBBR)) — міжнародний аеропорт, розташований у місті Завентем за 11 км NE від Брюсселя, Бельгія. 
Аеропорт є хабом для:
- Brussels Airlines
- TUI fly Belgium
- Singapore Airlines Cargo

## Термінал
В аеропорту Брюсселя один пасажирський термінал, який об'єднує під одним дахом кілька рівнів і дві зони: A і B. Зона A, яку з основною будівлею з'єднує критий перехід, обслуговує перельоти до країн Шенгенської угоди, а зона B використовується для рейсів поза Шенгену.
На поверсі Promenade (4-й рівень) — велика кількість крамниць та кав'ярень, а також вид на злітну смугу. 3-й рівень — зал відправлень, де можна знайти стійку інформації та безкоштовні карти аеропорту. Зал прибуття — 2-й рівень, має поштове відділення, ATM, офіс з прокату авто та стійки турофісу. На рівні 0 знаходиться автостанція і камера зберігання. Залізнична станція розташована на рівні -1.

## Авіалінії та напрямки

### Пасажирські
| Авіакомпанія                   | Пункт призначення |
| ------------------------------ | --- |
| Adria Airways                  | Любляна |
| Aegean Airlines                | Афіни |
| Aer Lingus                     | Дублін |
| Aeroflot                       | Москва–Шереметьєво |
| Air Algérie                    | Алжир, Оран |
| Air Arabia Maroc               | Фес, Касабланка, Надор, Танжер |
| airBaltic                      | Рига, Таллінн (з 3 червня 2019) |
| Air Canada                     | Монреаль–Трюдо |
| Air Europa                     | Мадрид |
| Air Malta                      | Мальта |
| Air Moldova                    | Кишинів |
| Air Serbia                     | Белград |
| Air Transat                    | Сезонний: Монреаль–Трюдо |
| Alitalia                       | Мілан–Лінате, Рим–Ф'юмічіно |
| All Nippon Airways             | Токіо–Наріта |
| Austrian Airlines              | Відень |
| Blue Air                       | Бакеу, Бухарест, Яси Сезонний: Констанца |
| British Airways                | Лондон-Хітроу |
| Brussels Airlines              | Абіджан, Аккра, Агадір, Аліканте, Банжул, Барселона, Базель-Мюлуз-Фрайбург, Берлін-Тегель, Більбао, Біллунн, Бірмінгем, Болонья, Бордо, Бристоль (з 1 травня 2019), Будапешт, Бужумбура, Конакрі, Копенгаген, Котону, Дакар, Дуала, Единбург, Ентеббе, Фару, Фрітаун, Фуертевентура, Мадейра, Женева, Гетеборг, Гран-Канарія, Гамбург, Ганновер, Хургада, Київ-Бориспіль, Кігалі, Кіншаса, Краків, Лансароте, Лісабон, Ломе, Лондон-Хітроу, Луанда, Ліон, Мадрид, Малага, Манчестер, Марракеш, Марса-Алам, Марсель, Мілан-Лінате, Мілан-Мальпенса, Монровія, Москва-Домодєдово (завершення 1 червня 2019), Москва-Шереметьєво (з 2 червня 2019), Нант, Неаполь, New York–JFK, Ніцца, Нюрнберг (з 31 березня 2019), Осло-Гардермуен, Уагадугу, Париж-Шарль де Голль, Порту, Прага, Рим-Ф'юмічіно, Ст Петербург, Стокгольм-Бромма, Страсбург, Тель-Авів, Тенерифе-Південний, Торонто-Пірсон, Тулуза, Турин, Венеція, Відень, Вільнюс, Варшава-Шопен, Яунде Сезонний: Аяччо, Альмерія, Анталія, Афіни, Бастія, Боа-Вішта, Бургас, Кальві, Катанія, Ханья, Комізо, Корфу, Дубровник, Енфіда, Фігарі, Флоренція, Жирона, Іракліон, Ібіца, Херес-де-ла-Фронтера, Каламата, Кос, Лурд, Менорка, Міконос, Охрид, Ольбія, Палермо, Пальма-де-Мальорка, Пафос, Реус, Родос, Сал, Санторіні, Севілья, Спліт, Салоніки, Тиват, Варна, Вашингтон-Даллес, Єреван, Задар, Загреб, Закінф Сезонний чартер: Джерба, Монастір |
| Bulgaria Air                   | Софія |
| Cathay Pacific                 | Гонконг |
| Corendon Airlines              | Анталія Сезонний: Бодрум, Бургас, Іракліон, Хургада, Кос, Родос |
| Croatia Airlines               | Загреб |
| Czech Airlines                 | Прага |
| Delta Air Lines                | Атланта, New York–JFK |
| easyJet                        | Бордо, Ніцца |
| easyJet Switzerland            | Базель-Мюлуз-Фрайбург, Женева |
| EgyptAir                       | Каїр |
| El Al                          | Тель-Авів |
| Emirates                       | Дубай |
| Ethiopian Airlines             | Аддис-Абеба1 |
| Etihad Airways                 | Абу-Дабі |
| Eurowings                      | Зальцбург, Штутгарт |
| Finnair                        | Гельсінкі |
| Georgian Airways               | Тбілісі |
| Hainan Airlines                | Пекін, Шанхай-Пудун, Шеньчжень |
| HOP!                           | Ліон, Ренн Сезонний: Кальві |
| Iberia                         | Мадрид |
| Icelandair                     | Рейк’явік |
| KLM                            | Амстердам |
| Loganair                       | Ньюкасл |
| LOT Polish Airlines            | Будапешт (з 2 вересня 2019), Варшава-Шопен |
| Lufthansa                      | Франкфурт, Мюнхен |
| Middle East Airlines           | Бейрут |
| Nordica                        | Таллінн |
| Onur Air                       | Анталія |
| Pegasus Airlines               | Сезонний: Анталія |
| Qatar Airways                  | Доха |
| Qeshm Air                      | Тегеран-Імам Хомейні |
| Royal Air Maroc                | Касабланка, Надор, Рабат, Танжер Сезонний: Ель-Хосейма, Уджда |
| RwandAir                       | Кігалі2 |
| Ryanair                        | Аліканте, Амман, Барселона, Берлін-Шенефельд, Катанія (з 27 жовтня 2019) , Дублін, Ес-Сувейра (з 27 жовтня 2019), Краків (з 27 жовтня 2019), Ларнака, Лісабон, Мадрид, Малага, Мілан-Мальпенса, Марракеш, Піза (з 1 квітня 2019), Порту, Рим-Ф'юмічіно, Севілья (з 27 жовтня 2019), Тревізо, Валенсія Сезонний: Жирона (з 1 квітня 2019), Ібіца, Пальма-де-Мальорка |
| Scandinavian Airlines          | Копенгаген, Осло-Гардермуен, Стокгольм-Арланда |
| SunExpress                     | Сезонний: Анкара, Анталія, Ізмір |
| Swiss International Air Lines  | Цюрих |
| TAP Air Portugal               | Лісабон, Порту (з 1 липня 2019) |
| TAROM                          | Бухарест |
| Thai Airways                   | Бангкок-Суварнабхумі |
| TUI fly Belgium                | Агадір, Аліканте, Альмерія, Анталія, Банжул, Боа-Вішта, Канкун, Джерба, Енфіда, Фес, Фуертевентура, Мадейра, Гран-Канарія, Хургада, Лансароте, Малага, Марракеш, Марса-Алам, Маямі, Монтего-Бей, Ла-Пальма, Луксор, Приштина, Пунта-Кана, Рабат, Сал, Санто-Домінго, Шарм-ель-Шейх, Танжер, Тенерифе-Південний, Тирана, Валенсія, Варадеро Сезонний: Аяччо, Патрас, Аруба, Афіни, Бастія, Бодрум, Брач, Бріндізі, Бургас, Катанія, Ханья, Корфу, Кюрасао, Даламан, Дубровник, Фару, Жирона, Іракліон, Ібіца, Ізмір, Херес-де-ла-Фронтера, Кавала, Кіттіля, Кос, Ламеція-Терме, Лурд, Менорка, Момбаса, Міконос, Мітилена, Неаполь, Ольбія, Палермо, Пальма-де-Мальорка, Пафос, Патрас, Понта-Делгада , Пуерто-Плата, Реус, Родос, Самос, Санторіні, Салоніки, Тиват, Варна, Волос, Закінф, Занзібар |
| Tunisair                       | Джерба, Монастір, Туніс |
| Turkish Airlines               | Стамбул-Ататюрк, Стамбул-Сабіха Гекчен |
| Ukraine International Airlines | Київ-Бориспіль |
| United Airlines                | Чикаго-О'Хара, Ньюарк, Вашингтон-Даллес |
| Vueling                        | Аліканте, Барселона, Малага, Валенсія Сезонний: Сантьяго-де-Компостела |
| WOW air                        | Рейк’явік |

↑  Ethiopian's літає з Аддис-Абеби до Брюсселя або зупиняється у Відні або прямує до Манчестера. Проте, авіакомпанія не має дозволу на перевезення пасажирів виключно між Брюсселем і Віднем або Манчестером

↑  RwandAir's літає з Кігалі до Брюсселя та далі до Лондон-Гатвік. Проте, авіакомпанія не має дозволу для перевезення пасажирів виключно між Брюсселем і Лондоном-Гатвік.

### Вантажні
| Авіакомпанія             | Пункт призначення |
| ------------------------ | --- |
| Air Algérie Cargo        | Алжир, Касабланка |
| Asiana Cargo             | Анкоридж, Лондон-Станстед, New York–JFK, Сеул-Інчхон |
| ASL Airlines Belgium     | Гельсінкі |
| Avianca Cargo            | Богота, Маямі |
| DHL Aviation             | Бахрейн, Барселона, Мілан-Бергамо, Братислава, Будапешт, Цинциннаті, Копенгаген, Східний Мідландс, Осло-Гардермуен, Гельсінкі, Лагос, Лейпциг/Галле, Лісабон, Лондон-Хітроу, Мадрид, Шанхай-Пудун, Сеул-Інчхон, Віторія |
| Emirates SkyCargo        | Чикаго-О'Хара, Дубай-Аль-Мактум |
| Ethiopian Airlines Cargo | Аддис-Абеба, Дубай-Аль-Мактум, Гуанчжоу, Гонконг, New York–JFK, Шанхай-Пудун |
| LATAM Cargo Chile        | Франкфурт, Сан-Паулу-Віракопус, Сантьяго |
| Qatar Airways Cargo      | Доха, Ентеббе, Лондон-Станстед, Найробі, Осло-Гардермуен, Ставангер |
| Royal Air Maroc          | Касабланка |
| Saudia Cargo             | Даммам, Джидда, Мілан-Мальпенса, Ріяд, Відень |
| Singapore Airlines Cargo | Бангалор, Мумбай, Шарджа, Сінгапур |

## Статистика
| Рік  | Пасажирообіг | Зміна пасажирообігу | Авіатрафік | Зміна авіатрафіку | Вантажообіг (тонн) | Зміна вантажообігу |
| ---- | ------------ | ------------------- | ---------- | ----------------- | ------------------ | ------------------ |
| 2018 | 25,675,939   | ▲03.60%             | 235,459    | ▼01.00%           | 543,493            | ▲01.5%             |
| 2017 | 24,783,911   | ▲013.60%            | 237,888    | ▲06.30%           | 535,634            | ▲08.30%            |
| 2016 | 21,818,418   | ▼07.00%             | 223,688    | ▼06.50%           | 494,637            | ▲01.10%            |
| 2015 | 23,460,018   | ▲06.96%             | 239,349    | ▲03.38%           | 489,303            | ▲07.79%            |
| 2014 | 21,933,190   | ▲014.60%            | 231,528    | ▲06.90%           | 453,954            | ▲05.60%            |
| 2013 | 19,133,222   | ▲00.90%             | 216,678    | ▼03.00%           | 429,938            | ▼06.40%            |
| 2012 | 18,971,332   | ▲01.00%             | 223,431    | ▼04.40%           | 459,265            | ▼03.30%            |
| 2011 | 18,786,034   | ▲09.30%             | 233,758    | ▲03.60%           | 475,124            | ▼00.20%            |
| 2010 | 17,180,606   | ▲01.10%             | 225,682    | ▼02.60%           | 476,135            | ▲06.00%            |
| 2009 | 16,999,154   | ▼08.20%             | 231,668    | ▼010.50%          | 449,132            | ▼032.1%            |
| 2008 | 18,515,730   | ▲03.40%             | 258,795    | ▼02.10%           | 661,143            | ▼015.60%           |
| 2007 | 17,900,000   | ▲07.10%             | 264,366    | ▲03.80%           | 783,727            | ▲08.90%            |
| 2006 | 16,707,892   | ▲03.30%             | 254,772    | ▲00.60%           | 719,561            | ▲02.40%            |
| 2005 | 16,179,733   | ▲03.50%             | 253,255    | ▼00.30%           | 702,819            | ▲05.80%            |
| 2004 | 15,632,773   | ▲02.90%             | 254,070    | ▲00.70%           | 664,375            | ▲09.40%            |
| 2003 | 15,194,097   | ▲05.40%             | 252,249    | ▼01.80%           | 607,136            | ▲013.1%            |
| 2002 | 14,410,555   | ▼026.8%             | 256,889    | ▼015.9%           | 536,826            | ▼08.00%            |
| 2001 | 19,684,867   | ▼09.00%             | 305,532    | ▼06.30%           | 583,729            | ▼015.1%            |
| 2000 | 21,637,003   | ▲07.90%             | 352,972    | ▲04.20%           | 687,385            | ▲01.90%            |
| 1999 | 20,048,532   | ▲015.7%             | 312,892    | ▲04.30%           | 674,837            | –                  |
| 1998 | 18,400,000   | ▲015.7%             | 300,000    | ▲08.30%           |                    |                    |
| 1997 | 15,900,000   | ▲018.7%             | 277,000    | ▲04.90%           |                    |                    |
| 1996 | 13,400,000   | ▲07.20%             | 264,000    | –                 |                    |                    |
| 1995 | 12,500,000   | ▲011.6%             |            |                   |                    |                    |
| 1994 | 11,200,000   | –                   |            |                   |                    |                    |
| 1993 | 10,000,000+  | –                   |            |                   |                    |                    |
| 1950 | 240,000+     | –                   |            |                   |                    |                    |

- The relapse in 2001 and 2002 is due to the combined effects of the September 11 Attacks and the collapse of then home carrier Sabena in the final quarter of 2001.
- The Cargo relapse in 2008 and 2009 is due to the combined effects of the Financial crisis of 2007–08, also affecting passenger volumes in 2009, and the relocation of DHL Aviation to Leipzig/Halle Airport. DHL departed after the Belgian government decided they couldn't operate more cargo flights at night because of noise for the people living in the surrounding area.
- The 2016 decrease in passenger numbers and aircraft movements results from the 2016 Brussels bombings which caused the airport to close for 11 days before reopening with severely reduced capacity.

## Наземний транспорт

### Автобус
Автобуси оператора De Lijn прямують до/зі станції метро Roodebeek, а автобуси оператора MIVB/STIB курсують за маршрутом «аеропорт - установи Євросоюзу в Брюсселі». Крім того, щогодини з аеропорту прямує автобус до Антверпену, час у дорозі — 35-45 хвилин, вартість проїзду - 8-13 EUR, квиток можна купити у водія.

### Потяг

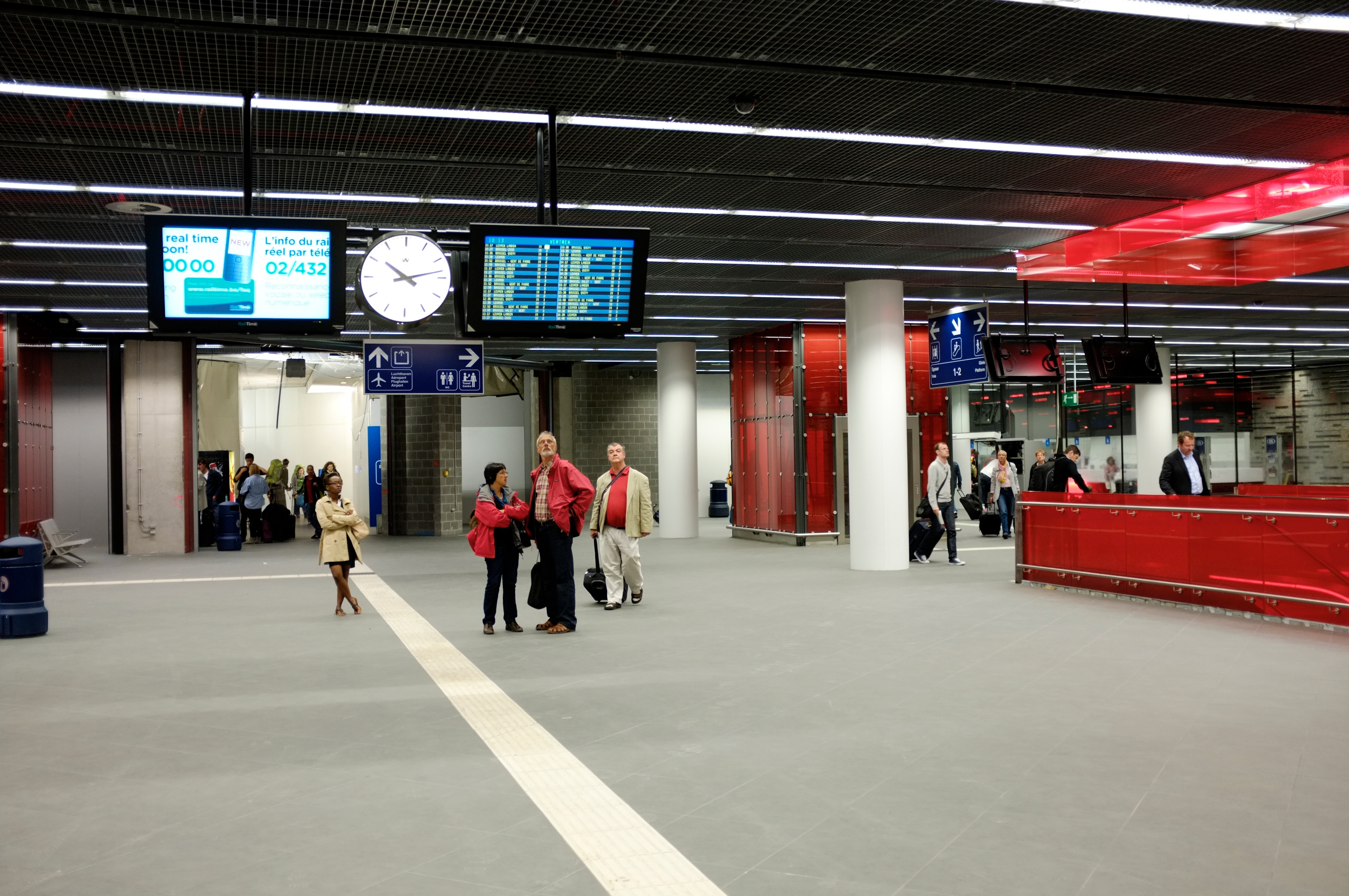
залізнична станція Національний аеропорт Брюссель

Із залізничної станції Національний аеропорт Брюссель, яка знаходиться в будівлі головного терміналу (рівень 1), що 15 хвилин прямують потяги до залізничних вокзалів Брюсселя: Brussels North, Brussels Midi, Brussels Central.

## Авіакатастрофи та інциденти

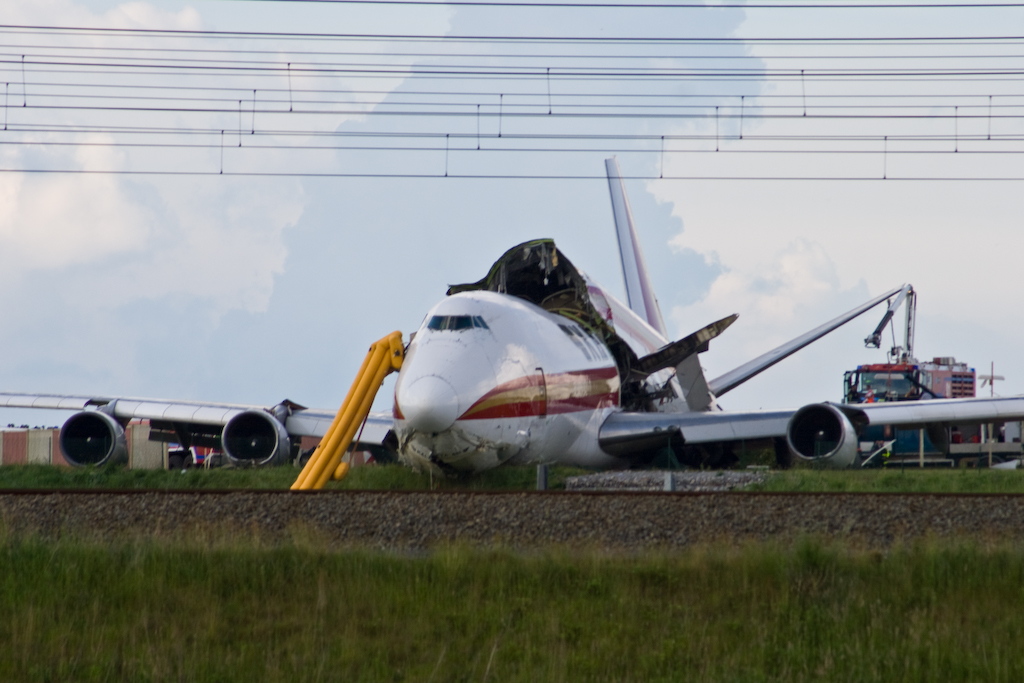
Падіння вантажного літака Boeing 747, 25 травня 2008

- Рейс 548 авіакомпанії «Sabena», «Боїнг 707», що вилетів з аеропорту Дж. Кеннеді (Нью-Йорк), розбився при посадці в Брюсселі, Бельгія, 15 лютого 1961 року. Всі 72 людини загинули, а також одна людина на землі[11].
- 5 травня 2006 в ангарі аеропорту повністю згорів аеробус А-320 вірменської компанії «Армавіа», і ще три літаки отримали пошкодження. В результаті пожежі три людини отримали поранення, один госпіталізований[12][13].
- 25 травня 2008 розбився вантажний літак Boeing 747, що належав американській авіакомпанії Kalitta. Постраждало п'ятеро членів екіпажу[14]
- 21 березня 2016 терористичний акт.